# Джове
Джо̀ве (на италиански: Giove) е малко градче и община в Централна Италия, провинция Терни, регион Умбрия. Разположено е на 292 m надморска височина. Населението на общината е 1941 души (към 2010 г.).